# Alethinophidia
Alethinophidia – infrarząd węży zawierający wszystkie węże niezaliczane do infrarzędu Scolecophidia. Opisano 25 rodzin, zawierających łącznie 23 podrodziny i 336 rodzajów i 3670 gatunków.
- Rodzina: Acrochordidae Bonaparte, 1831 – brodawkowcowate
- Rodzina: Anomochilidae Cundall, Wallach i Rossman, 1993
- Rodzina: Cylindrophiidae Fitzinger, 1843 – cylindrowężowate
- Rodzina: Uropeltidae Müller, 1832 – tarczogonowate
- Rodzina: Loxocemidae Cope, 1861 – pytoniakowate
- Rodzina: Pythonidae Fitzinger, 1826 – pytony
- Rodzina: Xenopeltidae Bonaparte, 1845 – tęczowcowate
- Rodzina: Boidae Gray, 1825 – dusicielowate
- Rodzina: Erycidae Bonaparte, 1831
- Rodzina: Calabariidae Gray, 1858
- Rodzina: Candoiidae Pyron, Reynolds and Burbrink, 2014
- Rodzina: Sanziniidae Romer, 1956
- Rodzina: Charinidae Gray, 1849
  - Podrodzina: Charininae Gray, 1849
  - Podrodzina: Ungaliophiinae McDowell, 1987
- Rodzina: Colubridae Oppel, 1811 – połozowate
  - Podrodzina: Ahaetuliinae
  - Podrodzina: Calamariinae
  - Podrodzina: Colubrinae Oppel, 1811 – połozy właściwe
  - Podrodzina: Dipsadinae Bonaparte, 1838
  - Podrodzina: Grayiinae Meirte, 1992
  - Podrodzina: Natricinae Bonaparte, 1838 – zaskrońcowate
  - Podrodzina: Pseudoxenodontinae McDowell, 1987
  - Podrodzina: Sibynophiinae Dunn, 1928
- Rodzina: Lamprophiidae
  - Podrodzina: Aparallactinae
  - Podrodzina: Atractaspidinae
  - Podrodzina: Cyclocorinae
  - Podrodzina: Lamprophiinae
  - Podrodzina: Psammophiinae
  - Podrodzina: Prosymninae
  - Podrodzina: Pseudaspidinae
  - Podrodzina: Pseudoxyrhophiinae
- Rodzina: Elapidae F. Boie, 1827 – zdradnicowate
  - Podrodzina: Elapinae
  - Podrodzina: Hydrophiinae
  - Podrodzina: Laticaudinae
- Rodzina: Homalopsidae Bonaparte, 1845
- Rodzina: Pareidae
- Rodzina: Tropidophiidae Brongersma, 1951
- Rodzina: Viperidae Oppel, 1811 – żmijowate
  - Podrodzina: Azemiopinae Liem, Marx i Rabb, 1971
  - Podrodzina: Crotalinae Oppel, 1811 – grzechotniki
  - Podrodzina: Viperinae Oppel, 1811 – żmije właściwe
- Rodzina: Xenodermidae
- Rodzina: Aniliidae Stejneger, 1907 – cylindrowcowate
- Rodzina: Bolyeriidae Hoffstetter, 1946
- Rodzina: Tropidophiidae Brongersma, 1951
- Rodzina: Xenophidiidae

Oraz wymarłe:
- Rodzina: †Madtsoiidae Hoffstetter, 1961
- Rodzina: †Nigerophiidae